# 恩德伯里島
恩德伯里島是太平洋島國基里巴斯的環礁，屬於鳳凰群島的一部分，位於阿巴里靈阿環礁東南約63公里，長4.8公里、寬1.6公里，面積5平方公里，波利尼西亞鼠是島上唯一的哺乳類動物。

## 外部連結
- https://web.archive.org/web/20120204044808/http://www.pacificislandtravel.com/kiribati/about_destin/enderbury.html

3°08′S 171°05′W / 3.133°S 171.083°W